# Himno de Chinchilla
El Himno de Chinchilla está dedicado a la ciudad de Chinchilla de Montearagón, en la provincia de Albacete
(España). Fue compuesto en 1949 por el maestro Moisés Davia Soriano, que es autor de la letra y de la música. Fue estrenado ese mismo año por la banda de música de Casas-Ibáñez (Albacete), que entonces dirigía el compositor.

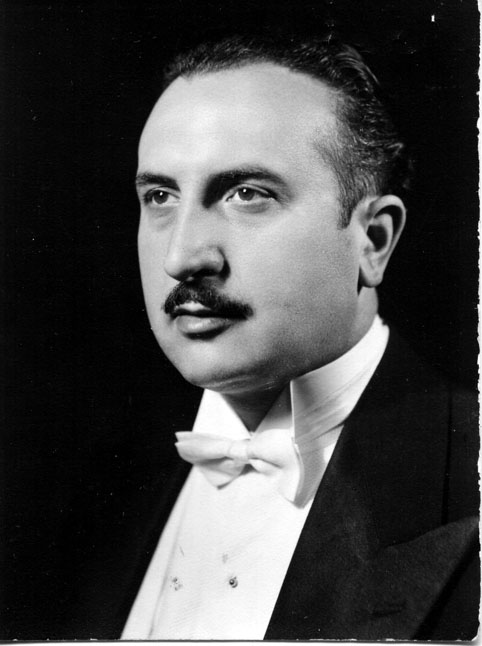
Moisés Davia Soriano, autor del Himno de Chinchilla

## Letra
¡Chinchilla Inmortal!
Ciudad de rancia nobleza,
en tus murallas la grandeza
tus hijos siempre alcanzarán.
Yo escucho tu canción
de amarga melancolía
pues sé que guardas,Chinchilla mía,
siglos de gloria y de dolor.
Valor tu altura da,
peñasco fiero de la Mancha.
Honor y lealtad
blasones de tu escudo son.
Amor y libertad
tus hijos llevan en el alma
y sienten tu dolor
y honran tu vivir
luchando con ardor.
¡Chinchilla Inmortal!